# Енку
Енку (Енкю) (1632 — 24 серпня 1695) — середньовічний японський скульптор, поет доби Едо.

## Життєпис
Походив з селянської родини. Народився в 1632 році в селищі з долини Кісогави в провінції Міно. Його матір потонула, коли майбутньому майстру виповнилося близько 7 років.
У життєписах Енку йдеться, що з рідного дому він пішов у 23 роки і вступив у буддійський храм Кодендзі секти Тендай, де пробув 5—7 років. Залишаючи храм, він уже володів мистецтвом складання віршів-вака, міг писати санскритом, малювати. Учителем для Енку став священик Сон'ей з храму Ондзьодзі, розташованого на березі озера Біва. Деякий час Енку жив в Ондзьодзі, потім здійснив сходження на гору Оміне — традиційне місце паломництва ямабусі, яким сам став. При цьому набув знань з фітотерапії.
З часом багато мандрував селищами, роблячи нотатки та лікуючи селян. Мандрівками охопив майже усю Японію. 1664 року, як йдеться в написі на одному з зображень, гостював в селі Мінамі в провінції Міно. Близько 1665 року побував на острові Хоккайдо. Близько 2 років провів у віддалених провінціях північного сходу Хонсю. Його статуї знаходять на узбережжі Сангарської протоки і Японського моря, в місті Хіросакі.
Енку повернувся до рідної провінції десь у 1669 році. Потім близько 10 років провів в Міно і сусідній провінції Оварі, покидаючи межі цих провінцій лише на короткий час — влітку 1671 року здійснив паломництво до храму Хорюдзі. Тут йому вдається познайомитися з кращими зразками скульптури VII—VIII століть. Через 3 роки Енку побував в головному синтоїстському храмі Японії — Іседзінгу.
У 1686—1687 роках мешкав у провінції Хіда. Незадовго до смерті здійснив сходження на важкодоступні піки Хіда. Будучи вже літньою людиною, одним з перших піднявся на найвищу гору Хіда — Норікура заввишки 3026 м. Помер 1695 року в Мірокудзі, на березі річки Наґара.

## Творчість

### Скульптура

#### Кількість та тематика
Відповідно до різних джерел, за життя створив 120 тис. статуй та статуеток буддистських божеств, з яких жодна не повторювала іншу. Втім тут можливо присутня плутанина; хоча Енку дав обітницю зробити стільки, але натепер відомо лише про більше ніж 7 тис. таких робіт. Разом з тим, тематика робіт Енку надзвичайно різноманітна. Це різко відрізняє його від сучасних йому скульпторів-професіоналів, які обмежувалися зображеннями Будди, Аміди, Каннон і небагатьох інших. Енку виконував зображення не лише різноманітних буддійських божеств, але і божеств синтоїстського пантеону, портрети черниць, пустельників, відомого поета давнини Какіномото Хітомаро, легендарного героя Хіда — Сукуна, автопортрети тощо. Багато творів присятив божествам, що є покровителями людей праці.

#### Використання
Скульптура ніколи не була для Енку самоціллю; він розглядав її лише як засіб проповіді. Так само і люди, яким він залишав свої фігурки, бачили в них не твори мистецтва, а об'єкти поклоніння. Скульптуру Енку вони наділяли чудодійними надприродними властивостями, магічними силами. Деякі статуї Енку виконують роль у молитвах про померлих членів родин та їх процвітання в потойбічному житті. Тисячі цих скульптур можна тепер побачити по всій Японії. Особливо часто вони зустрічаються в префектурі Гіфу.

#### Техніка та стиль
Багато його творів грубо вирізані з пнів або шматків дерева, вирубані кількома ударами сокири. У скульптурних роботах Енку виявляється його почуття форми і матеріалу, виразність пластики, лінії, кольору досягає в них часто рівня незбагненного. Образи кажуть про любов скульптора до матеріалу, до його природної текстури, прихованим в ньому виразним властивостям. Енку був схильний побачити і виявити художні цінності, що криються в дереві. Багато фігур вирубані так, немов скульптор прагнув лише вивільнити живий дух образу, який був укладений в самому матеріалі.
Швидкість, з якою Енку робив скульптури, вилилася в дивовижну по силі й оригінальності манеру майстра. Після обробки сокирою Енку потім закінчував роботу різцем з лезом завдовжки 12—15 мм. У виборі матеріалу майстер себе не обмежував, використовуючи кипарисовик туполистий, японський кедр (сугі), сакуру, сосну, інші види деревини, а також каміння й кістки. Для Енку характерна кругла скульптура, оброблена лише з трьох боків. Це пояснюється культовою приналежністю його скульптури. Звідси і фронтальність, властива практично всім його роботам, коли увага концентрується на передньому плані, несе основне навантаження. Скульптури надзвичайно компактні: без шії, руки статуй, атрибути становлять єдине ціле з її тілом. Енку свідомо вдається до порушення пропорцій, деформації фігур. У його скульптурах невідповідність обсягів служить одним із засобів посилення виразності.

#### Спадщина
Скульптура Енку протягом багатьох десятиліть залишалася невідомою не тільки для широкого кола людей, але практично для всіх мистецтвознавців. Тривалий час про неї знали тільки деякі любителі народного мистецтва. У жовтні — листопаді 1957 року ці фірми організували дві виставки робіт Енку: в Гіфу і Такаяма (центр Хіда). Лише тоді мистецтвознавці серйозно зацікавилися Енку. Але навіть після цього було потрібно не менше трьох років, щоб домогтися проведення першої великої виставки робіт скульптора в Камакурі. З цього часу починаються активні пошуки робіт Енку, які тривають дотепер.

### Поезія
З доробку Енку відомо до 1500 віршів-вака. Вони об'єднані у збірки «Кеса Нідзі хяку-сю» («Сто віршів, що містять два символи Кеса») і «Отоко вакасі ута» («Чоловічі дитячі пісні»). Крім того, деякі вірші було вирізано на зворотному боці низки статуй роботи Енку. Головними темами були природа, зміна сезонів, гірські практики автора, ліричні чуття тощо.